# Liste von Pianisten
Dies ist eine Liste bekannter Pianisten.
Bei Pianisten ohne Blaulink sollte ein Einzelnachweis angefügt werden.
Vergleiche auch: Liste von Cembalisten; Liste klassischer Pianisten
Inhaltsverzeichnis: Klassische Pianisten • Klassische Klavierduos • Liedbegleiter • Kinderklavier-Pianisten (Toy-piano-Spieler) • Ragtime-Pianisten • Stummfilm-Pianisten • Boogie-Woogie-, Rhythm-and-Blues- und Bluespianisten • Jazz-Pianisten • Tango-Pianisten • Pop/Rock-Pianisten • Alternative-Pianisten • Siehe auch • Weblinks

## Klassische Pianisten

### A
- Kai Adomeit (* 1968)
- Adrian Aeschbacher (1912–2002)
- Waleri Afanassjew (* 1947)
- Areni Agbabian (* ≈1990)
- Fidan Aghayeva-Edler (* 1987)
- Guido Agosti (1901–1989)
- Pierre-Laurent Aimard (* 1957)
- Lilian Akopova (* 1983)
- Honorio Alarcón (1859–1920)
- Eugen d’Albert (1864–1932)
- Dmitri Alexejew (* 1947)
- Tigran Alichanow (1943–2023)
- Charles Valentin Alkan (1813–1888)
- Paulo Álvares (* 1960)
- Alessandra Ammara (* 1972)
- Géza Anda (1921–1976)
- Piotr Anderszewski (* 1969)
- Eteri Andjaparidze (* 1958)
- Leif Ove Andsnes (* 1970)
- Katja Andy (1907–2013)
- Nicholas Angelich (1970–2022)
- Conrad Ansorge (1862–1930)
- Helge Antoni (* 1956)
- Michael Arbenz (* 1975)
- Martha Argerich (* 1941)
- Nareh Arghamanyan (* 1989)
- Kit Armstrong (* 1992)
- Claudio Arrau (1903–1991)
- Vladimir Ashkenazy (* 1937)
- Stefan Askenase (1896–1985)
- Lola Astanova (* 1982)
- Julie von Asten (1841–1923)
- Julianna Awdejewa (* 1985)
- Emanuel Ax (* 1949)

### B
- Valentina Babor (* 1989/90)
- Gina Bachauer (1913–1976)
- Wilhelm Backhaus (1884–1969)
- Paul Badura-Skoda (1927–2019)
- Maurizio Baglini (* 1975)
- Ramin Bahrami (* 1976)
- Darlén Bakke
- Volker Banfield (* 1944)
- Peter Barcaba (1947–2017)
- Daniel Barenboim (* 1942)
- Simon Barere (1896–1951)
- Karl Heinrich Barth (1847–1922)
- Tzimon Barto (* 1963)
- Dmitri Baschkirow (1931–2021)
- Jelena Baschkirowa (* 1958)
- Julius Bassler (1929–2007)
- Luis Batlle Ibáñez (1930–2016)
- Hans-Dieter Bauer (* 1937)
- Paul Baumgartner (1903–1976)
- Julian Emanuel Becker (* 2005)
- Markus Becker (* 1963)
- Ludwig van Beethoven (1770–1827)
- Cristian Beldi (* 1958)
- Markus Bellheim (* 1973)
- Denise Benda (* 1972)
- Sebastian Benda (1926–2003)
- Vanessa Benelli Mosell (* 1987)
- William Sterndale Bennett (1816–1875)
- Robert Benz (* 1954)
- Boris Beresowski (* 1969)
- Maria Bergmann (1918–2002)
- Bart Berman (* 1938)
- Karol Bermúdez (1941)
- Marina Baranova (* 1981)
- Lasar Berman (1930–2005)
- Leonard Bernstein (1918–1990)
- Michel Béroff (* 1950)
- Beate Berthold (* 1964)
- Karl Betz (* 1947)
- Kristian Bezuidenhout (* 1979)
- Philippe Bianconi (* 1960)
- Els Biesemans (* 1978)
- Claudia Ulla Binder (* 1959)
- Malcolm Bilson (* 1935)
- İdil Biret (* 1941)
- Leopoldine Blahetka (1809–1885)
- Rafał Blechacz (* 1985)
- Boris Bloch (* 1951)
- Fannie Bloomfield Zeisler (1863–1927)
- Felix Blumenfeld (1863–1931)
- Thomas Böttger (* 1957)
- Florent Boffard (* 1964)
- Robert-Alexander Bohnke (1927–2004)
- Jorge Bolet (1914–1990)
- Luiza Borac (* 1968)
- Victor Borge (1909–2000)
- Hélène Boschi (1917–1990)
- Andreas Boyde (* 1967)
- Johannes Brahms (1833–1897)
- Alexander Brailowsky (1896–1976)
- Louis Brassin (1840–1884)
- Ronald Brautigam (* 1954)
- Tobias Bredohl (* 1974)
- Alfred Brendel (1931–2025)
- Benjamin Britten (1913–1976)
- Maximiliano de Brito (* 1953)
- Yefim Bronfman (* 1958)
- Hans Bronsart von Schellendorf (1830–1913)
- Chris Brown (* 1953)
- Ljubow Bruk (1926–1996)
- Rudolf Buchbinder (* 1946)
- Hans von Bülow (1830–1894)
- Josef Bulva (1943–2020)
- Khatia Buniatishvili (* 1987)
- Stanislaw Bunin (* 1966)
- Gerard Bunk (1888–1958)
- Richard Burmeister (1860–1944)
- Jeffrey Burns (1950–2004)
- Ferruccio Busoni (1866–1924)
- Gregory Butler (* 1940)

### C
- Dušica Cajlan (* 1969)
- Bruno Canino (* 1935)
- Teresa Carreño (1853–1917)
- Gaby Casadesus (1901–1999)
- Robert Casadesus (1899–1972)
- Alfredo Casella (1883–1947)
- Boris Cepeda (* 1974)
- Cécile Chaminade (1857–1944)
- Pi-hsien Chen (* 1950)
- Sean Chen (* 1988)
- Tania Chen (* 1974/75)
- Shura Cherkassky (1909–1995)
- Frederic Chiu (* 1964)
- Seong-Jin Cho (* 1994)
- Celeste Chop-Groenevelt (1875–1958)
- Frédéric Chopin (1810–1849)
- Yojo Christen (* 1996)
- Aldo Ciccolini (1925–2015)
- Van Cliburn (1934–2013)
- Harriet Cohen (1895–1967)
- Catherine Collard (1947–1993)
- Jean-Philippe Collard (* 1948)
- Graziella Concas (* 1970)
- Claudio Constantini (* 1983)
- Imogen Cooper (* 1949)
- Alfred Cortot (1877–1962)
- Ellen Corver
- Hélène Couvert (* 1970)
- Johann Baptist Cramer (1771–1858)
- Evelyne Crochet (* 1934)
- Else Cross (1902–1987)
- Maria Curcio (1918–2009)
- Clifford Curzon (1907–1982)
- Christopher Czaja Sager (* 1941)
- Carl Czerny (1791–1857)
- György Cziffra (1921–1994)

### D
- Udo Dammert (1904–2003)
- Paul Dan (1944–2023)
- Thai Son Dang (* 1958)
- Carmen Daniela (* 1951)
- Ingo Dannhorn (* 1974)
- Jean Dansereau (1891–1974)
- Sarah Davachi (* 1987)
- Bella Davidovich (* 1928)
- Fanny Davies (1861–1934)
- Scott D. Davis (* 1973)
- Aurel Dawidiuk (* 2000)
- Arthur De Greef (1862–1940)
- Claude Debussy (1862–1918)
- Dora Deliyska (* 1980)
- Dmitri Demiashkin (* 1982)
- Nikolai Demidenko (* 1955)
- Jörg Demus (1928–2019)
- Zenka Dianowa (* 1971)
- Louis Diémer (1843–1919)
- Shani Diluka (* 1976)
- Sotirios Dimitriadis (* 1967)
- Masha Dimitrieva (* 1966)
- Liuben Dimitrov (* 1969)
- Malina Dimitrova (1945–2008)
- Simone Dinnerstein (* 1972)
- Rüdiger Dippold (* 1957)
- Danae Dörken (* 1991)
- Kiveli Dörken (* 1995)
- Ernst von Dohnányi (1877–1960)
- Peter Donohoe (* 1953)
- Anton Door (1833–1919)
- Ania Dorfmann (1899–1982)
- Barry Douglas (* 1960)
- Oliver Drechsel (* 1973)
- Adolf Drescher (1921–1967)
- Alexander Dreyschock (1818–1869)
- Sandra Droucker (1875–1944)
- François-René Duchâble (* 1952)
- Emmanuel Durlet (1893–1977)

### E
- René Eckhardt
- Julius Egghard (1834–1867)
- Ilona Eibenschütz (1871–1967)
- Ludovico Einaudi (* 1955)
- Detlev Eisinger (* 1957)
- Jan Ekier (1913–2014)
- Stéphanie Elbaz
- Michael Endres (* 1961)
- Karl Engel (1923–2006)
- Till Engel (* 1951)
- Brigitte Engerer (1952–2012)
- Philippe Entremont (* 1934)
- Richard Epstein (1869–1921)
- Eduard Erdmann (1896–1958)
- Christoph Eschenbach (* 1940)
- Nicolás Ruiz Espadero (1832–1890)
- Annetta Essipowa (1851–1914)
- Miguel Ángel Estrella (1940–2022)

### F
- Clara Faisst (1872–1948)
- Manuel de Falla (1876–1946)
- Amy Fay (1844–1928)
- Samuil Feinberg (1890–1962)
- Till Fellner (* 1972)
- Vladimir Feltsman (* 1952)
- John Field (1782–1837)
- Carl Filtsch (1830–1845)
- Sergio Fiorentino (1927–1998)
- Rudolf Firkušný (1912–1994)
- Annie Fischer (1914–1995)
- Caroline Fischer (* 1984)
- Edwin Fischer (1886–1960)
- Leon Fleisher (1928–2020)
- Matthias Fletzberger (* 1965)
- Andor Foldes (1913–1992)
- Evgenia Fölsche (* 1983)
- Tobias Forster (* 1973)
- Malcolm Frager (1935–1991)
- Homero Francesch (* 1947)
- Samson François (1924–1970)
- Christian Frank (* 1968)
- Claude Frank (1925–2014)
- Peter Frankl (* 1935)
- Tatiana Fraňová (1945–2023)
- Justus Frantz (* 1944)
- Nelson Freire (1944–2021)
- Géza Frid (1904–1989)
- Carl Friedberg (1872–1955)
- Arthur Friedheim (1859–1932)
- Ignaz Friedman (1882–1948)
- Reinhold Friedl (* 1964)
- Andreas Frölich (* 1963)
- Sachiko Furuhata-Kersting (* 1975)

### G
- Ossip Gabrilowitsch (1878–1936)
- Gottfried Galston (1879–1950)
- Tinatin Gambashidze (* 1972)
- Gülsin Onay (* 1954)
- Heinz Gamper (* 1949)
- Henriette Gärtner (* 1975)
- Rudolph Ganz (1877–1972)
- Umi Garrett (* 2000)
- Andrei Gawrilow (* 1955)
- Michael Gees (* 1953)
- Bruno Leonardo Gelber (* 1941)
- Aglika Genova (* 1971)
- Werner Genuit (1937–1997)
- Jan Gerdes (* 1964)
- George Gershwin (1898–1937)
- Tania Giannouli (* 1977)
- Walter Gieseking (1895–1956)
- Jonathan Gilad (* 1981)
- Kenneth Gilbert (1931–2020)
- Emil Gilels (1916–1985)
- Pavel Gililov (* 1950)
- Grigori Ginsburg (1904–1961)
- Bernd Glemser (* 1962)
- Leopold Godowsky (1870–1938)
- Alexander Goedicke (1877–1957)
- Bernd Goetzke (* 1951)
- Alexander Goldenweiser (1875–1961)
- David Golub (1950–2000)
- Phillip Golub (* 1993)
- Henrique Gomide (* 1988)
- Richard Goode (* 1943)
- Ralf Gothóni  (* 1946)
- Jay Gottlieb (* 1948)
- Louis Moreau Gottschalk (1829–1869)
- Glenn Gould (1932–1982)
- Anna Gourari (* 1972)
- Marie Goyette (* 1959)
- Gary Graffman (* 1928)
- Percy Grainger (1882–1961)
- Enrique Granados (1867–1916)
- Carlo Grante (* 1960)
- David Greilsammer (* 1977)
- Hélène Grimaud (* 1969)
- Andreas Groethuysen (* 1956)
- Johanna Gröbner (* 1980)
- Alfred Grünfeld (1852–1924)
- Sigfrid Grundeis (1900–1953)
- Grigory Gruzman (* 1956)
- Youra Guller (1895–1980)
- Friedrich Gulda (1930–2000)
- Paul Gulda (* 1961)
- Rico Gulda (* 1968)
- Sofya Gulyak (* 1979)
- Marie Rosa Günter (* 1991)
- Elena Gurevich
- Horatio Gutierrez (* 1948)

### H
- Monique Haas (1909–1987)
- Werner Haas (1931–1976)
- Erika Haase (1935–2013)
- Anna Haasters-Zinkeisen (1866–?)
- Ingrid Haebler (1929–2023)
- Andreas Haefliger (* 1962)
- Gordon Hallett (1905–1993)
- Mark Hambourg (1879–1960)
- Marc-André Hamelin (* 1961)
- Derek Han (1957–2021)
- Kaya Han (* 20. Jhd.)
- Charles-Louis Hanon (1819–1900)
- Conrad Hansen (1906–2002)
- Eliza Hansen (1909–2001)
- Adam Harasiewicz (* 1932)
- Elisabeth Harnik (* 1970)
- Clara Haskil (1895–1960)
- Joyce Hatto (1928–2006)
- Patrick Hawes (* 1958)
- Bruno Heinen (* ≈1985)
- Wolfgang Heisig (* 1952)
- Claude Helffer (1922–2004)
- David Helfgott (* 1947)
- Martin Helmchen (* 1982)
- Ingrid Fuzjko Hemming (1932–2024)
- Herbert Henck (1948–2025)
- Adolf von Henselt (1814–1889)
- Henri Herz (1802–1888)
- Myra Hess (1890–1965)
- Angela Hewitt (* 1958)
- Alfred Hoehn (1887–1945)
- Józef Hofmann (1876–1957)
- Margarita Höhenrieder (* 1956)
- Leonard Hokanson (1931–2003)
- Lorin Hollander (* 1944)
- Heidrun Holtmann (* 1961)
- Werner Hoppstock (1927–2017)
- Friedrich Höricke (* 1963)
- Vladimir Horowitz (1903–1989)
- Mieczysław Horszowski (1892–1993)
- Andrej Hoteev (1946–2021)
- Stephen Hough (* 1961)
- Hilda Huang (* 1996)
- Shih-Wei Huang (* 1988)
- Anastasia Huppmann (* 1988)
- Jerzy Husar (1943–2020)

### I
- Walentina Igoschina (* 1978)
- Konstantin Igumnow (1873–1948)
- Ivan Ilić (* 1978)
- Niel Immelman (1944–2023)
- Jos van Immerseel (* 1945)
- Stefan Irmer (* 1962)
- Eugene Istomin (1925–2003)
- José Iturbi (1895–1980)
- Alexandra Ivanova (* um 1984)
- Andrei Ivanovitch (* 1968)

### J
- Marek Jablonski (1939–1999)
- Jenő Jandó (1952–2023)
- Byron Janis (1928–2024)
- Raymond Janssen
- Nathalie Janotha (1856–1932)
- Chris Jarrett (* 1956)
- Olga Jegunova (* 1984)
- José Manuel Jiménez Berroa (1855–1917)
- Veronica Jochum von Moltke (* 1932)
- Graham Johnson (* 1950)
- Rafael Joseffy (1852–1915)
- Bradley Joseph (* 1965)
- Terence Judd (1957–1979)
- Maria Judina (1899–1970)

### K
- Kurt Kaiser (* 1922)
- Wolfgang Kaiser (1929–2020)
- Hiroshi Kajiwara (1924–1989)
- Friedrich Kalkbrenner (1785–1849)
- Stephan Kaller (* 1957)
- Igor Kamenz (* 1968)
- David Kane (* 1955)
- Hans Kann (1927–2005)
- William Kapell (1922–1953)
- Jozef Kapustka (* 1969)
- Atanas Kareev (1945–2021)
- Julian von Károlyi (1914–1993)
- Márk Karsai (* 1981)
- Julius Katchen (1926–1969)
- Cyprien Katsaris (* 1951)
- Amir Katz (* 1973)
- Mîndru Katz (1925–1978)
- Renna Kellaway (1934–2024)
- Simone Keller (* 1980)
- Lars David Kellner (* 1973)
- Freddy Kempf (* 1977)
- Wilhelm Kempff (1895–1991)
- Fuat Kent (* 1945)
- Olga Kern (* 1975)
- Susanne Kessel (* 1970)
- Vitaliy Kyianytsia (* 1991)
- Dorothy Khadem-Missagh (* 1992)
- Stanislav Khegai (* 1985)
- Asli Kilic (* 1978)
- Sung-Hee Kim-Wüst (* 1971)
- Izumi Kimura (* 1973)
- Matthias Kirschnereit (* 1962)
- Jewgeni Kissin (* 1971)
- Hildegard Kleeb (* 1957)
- Clotilde Kleeberg (1866–1909)
- Walter Klien (1928–1991)
- Margarete Klinckerfuß (1877–1959)
- Karl Klindworth (1830–1916)
- Christiane Klonz (* 1969)
- Eva Knardahl (1927–2006)
- Sebastian Knauer (* 1971)
- Tobias Koch (* 1968)
- Zoltán Kocsis (1952–2016)
- Raoul von Koczalski (1885–1948)
- Benedikt Koehlen
- Lubka Kolessa (1902–1997)
- Elza Kolodin
- Wojciech Konikiewicz (* 1956)
- Alfons Kontarsky (1932–2010)
- Aloys Kontarsky (1931–2017)
- Bernhard Kontarsky (* 1937)
- Evgeni Koroliov (* 1949)
- Michael Korstick (* 1955)
- Yu Kosuge (* 1983)
- Stephen Kovacevich (* 1940)
- Slawomir Kowalinski (* 1965)
- Frances Kraft Reckling (1906–1987)
- Walter Krafft (1936–2021)
- Wladimir Krainew (1944–2011)
- Boris Krajny (* 1945)
- Detlef Kraus (1919–2008)
- Mary Krebs-Brenning (1851–1900)
- Karlrobert Kreiten (1916–1943)
- Marcus Kretzer (* 1965)
- Katrina Krimsky (* 1938)
- Ivan Krpan (* 1997)
- Michael Krücker (* 1961)
- Antonín Kubálek (1935–2011)
- Theodor Kullak (1818–1882)
- Ewa Kupiec (* 1964)
- Elena Kuschnerova (* 1959)
- Eduard Kutrowatz (* 1963)
- Johannes Kutrowatz (* 1962)
- James Kwast (1852–1927)
- Frieda Kwast-Hodapp (1880–1949)

### L
- Monique de La Bruchollerie (1915–1972)
- Frank La Forge (1879–1953)
- Katia Labèque (* 1950)
- Marielle Labèque (* 1952)
- Nikolaus Lahusen (1960–2005)
- Robena Anne Laidlaw (1819–1901)
- Viktoria Lakissowa (* 1975)
- Télémaque Lambrino (1878–1930)
- Frederic Lamond (1868–1948)
- Wanda Landowska (1879–1959)
- Josephine Caroline Lang (1815–1880)
- Lang Lang (* 1982)
- Peter Lang (* 1946)
- Kilian Langrieger (* 1999)
- Alcides Lanza (1929–2024)
- Adelina de Lara (1872–1961)
- Ruth Laredo (1937–2005)
- Alicia de Larrocha (1923–2009)
- Jacob Lateiner (1928–2010)
- Giorgi Latsabidze (* 1978)
- Daniel Laumans (* 1972)
- Luise Adolpha Le Beau (1850–1927)
- Reinbert de Leeuw (1938–2020)
- Yvonne Lefébure (1898–1986)
- Ethel Leginska (1886–1970)
- Michel Legrand (1932–2019)
- Robert Lehrbaumer (* 1960)
- Wolfgang Leibnitz (* 1936)
- Gianni Lenoci (1963–2019)
- Robert Leonardy (* 1940)
- Elisabeth Leonskaja (* 1945)
- Theodor Leschetizky (1830–1915)
- Martin Leung (* 1986)
- Michael Leuschner (1948–2023)
- Robert D. Levin (* 1947)
- James Levine (1943–2021)
- Igor Levit (* 1987)
- Mischa Levitzki (1898–1941)
- Lazare Lévy (1882–1964)
- Paul Lewis (* 1972)
- Josef Lhévinne (1874–1944)
- Hans Leygraf (1920–2011)
- Cécile Licad (* 1961)
- Li Chenyin (* 1977)
- Li Yundi (* 1982)
- Liberace (1919–1987)
- Hans Liberg (* 1954)
- Francesco Libetta (* 1968)
- Clara Lichtenstein (≈1860–1946)
- Emil Liebling (1851–1914)
- Georg Liebling (1865–1946)
- Sally Liebling (1859–1909)
- Konstantin Lifschitz (* 1976)
- John Lill (* 1944)
- Jenny Lin (* 1973)
- Dinu Lipatti (1917–1950)
- Jan Lisiecki (* 1995)
- Valentina Lisitsa (* 1973)
- Franz Liszt (1811–1886)
- Henry Litolff (1818–1891)
- Stefan Litwin (* 1960)
- Sergei Ljapunow (1859–1924)
- Simone Locarni (* 1999)
- Dietmar Loeffler (* 1961)
- Marguerite Long (1874–1966)
- Alexander Lonquich (* 1960)
- David Lopato (* 1954)
- Maria Luisa Lopez-Vito (* 1939)
- Wolfram Lorenzen (1952–2020)
- Yvonne Loriod (1924–2010)
- Louis Lortie (* 1959)
- Andor Losonczy (1932–2018)
- Alexei Lubimow (* 1944)
- Nicoleta Luca-Meițoiu (* 1969)
- Andrea Lucchesini (* 1965)
- Nikolai Lugansky (* 1972)
- Konstantin Lukinov (* 1989)
- Radu Lupu (1945–2022)
- Egon Lustgarten (1887–1961)

### M
- Dirk Maassen (* 1970)
- Edward MacDowell (1860–1908)
- Joanna MacGregor (* 1959)
- Geoffrey Douglas Madge (* 1942)
- Nikita Magaloff (1912–1992)
- Oleg Maisenberg (* 1945)
- Anna Malikova (* 1965)
- Marcelle de Manziarly (1899–1989)
- Loris Margaritis (1895–1953)
- Jura Margulis (* 1968)
- Vitaly Margulis (1928–2011)
- Ana-Marija Markovina (* 1970)
- Antoine François Marmontel (1816–1898)
- Demian Martin (* 1998)
- Franz Massinger (1944–2011)
- Draga Matković (1907–2013)
- Verena Maurina-Press (1876–1969)
- Siegfried Mauser (* 1954)
- Sophie Mautner (* 1977)
- Magda Mayas (* 1979)
- Colette Maze (1914–2023)
- Denis Mazujew (* 1975)
- Missy Mazzoli (* 1980)
- John McAlpine (* 1947)
- Nikolai Medtner (1880–1951)
- Cornelius Meister (* 1980)
- Konrad Meister (1930–2002)
- Rudolf Meister (* 1963)
- Walther Carl Meiszner (1896–1931)
- Sophie Menter (1846–1918)
- Hephzibah Menuhin (1920–1981)
- Yolanda Mérö (1887–1963)
- Konstantin Mexis (1913–1983)
- Marcelle Meyer (1897–1958)
- Arturo Benedetti Michelangeli (1920–1995)
- Stefan Mickisch (1962–2021)
- Giorgi Mikadze (* 1989)
- Yvar Mikhashoff (1941–1993)
- Karol Mikuli (1819–1897)
- Aleksandra Mikulska (* 1981)
- Florence Millet (* 1964)
- Hamish Milne (1939–2020)
- Gilead Mishory (* 1960)
- Pervez Mody (* 1968)
- Adel Mohsin (* 1994)
- Benno Moiseiwitsch (1890–1963)
- Alfonso Montecino (1924–2015)
- Gabriela Montero (* 1970)
- Gerald Moore (1899–1987)
- Ivan Moravec (1930–2015)
- Ignaz Moscheles (1794–1870)
- Barbara Moser (* 1970)
- Moritz Moszkowski (1854–1925)
- José Vianna da Motta (1868–1948)
- Maria Anna Mozart (1751–1829)
- Wolfgang Amadeus Mozart (1756–1791)
- Nora Mulder (* 1965)
- Rudolf Müller-Chappuis (1905–1968)
- Walter Murphy (* 1952)
- Olli Mustonen (* 1967)
- Branka Musulin (1917–1975)

### N
- Dimitri Naïditch (* 1963)
- Jon Nakamatsu (* 1968)
- Maki Namekawa
- Emile Naoumoff (* 1962)
- Guiomar Narváez
- Soheil Nasseri (* 1978)
- Yves Nat (1890–1956)
- Lev Natochenny (* 1950)
- Ralf Nattkemper (* 1953)
- Lew Naumow (1925–2005)
- Swetlana Nawassardjan (* 1946)
- Angelika Nebel (* 1947)
- Shigeo Neriki (* 1951)
- Ralph Neubert (* 1972)
- Jean-Frédéric Neuburger (* 1986)
- Heinrich Neuhaus (1888–1964)
- Stanislaw Neuhaus (1927–1980)
- Elly Ney (1882–1968)
- Walter Niemann (1876–1953)
- Tatjana Nikolajewa (1924–1993)
- Andrei Nikolsky (1959–1995)
- Kaori Nomura (* ≈1982)
- Guiomar Novaes (1896–1979)
- Benyamin Nuss (* 1989)
- Max Nyberg (* 1992)

### O
- John O’Conor (* 1947)
- John Ogdon (1937–1989)
- Adele aus der Ohe (1864–1937)
- Wilhelm Ohmen (* 1947)
- Masako Ohta (* 1960)
- Gerhard Oppitz (* 1953)
- Cristina Ortiz (* 1950)
- Alice Sara Ott (* 1988)
- Fabrizio Ottaviucci (* 1959)
- Hans Otte (1926–2007)
- Tim Ovens (* 1960)

### P
- Wladimir von Pachmann (1848–1933)
- Sophie Pacini (* 1991)
- Ignacy Jan Paderewski (1860–1941)
- Adriana Paler (* 1979)
- Alexander Paley (* 1956)
- Thomas Palm (1952 oder 1953)
- Selim Palmgren (1878–1951)
- Anthony Paratore (* 1944)
- Joseph Paratore (* 1948)
- Christopher Park (* 1987)
- Gabor Paska (* 1948)
- Wolfgang Pasquay (1931–2006)
- Max von Pauer (1866–1945)
- Markus Pawlik (* 1966)
- James Peace (* 1963)
- Güher und Süher Pekinel (* 1953)
- Ernst Perabo (1845–1920)
- Murray Perahia (* 1947)
- Alfredo Perl (* 1965)
- Vlado Perlemuter (1904–2002)
- Egon Petri (1881–1962)
- Adolf Petters (1894–1952)
- Felix Petyrek (1892–1951)
- Isidore Philipp (1863–1958)
- Edith Picht-Axenfeld (1914–2001)
- Francesco Piemontesi (* 1983)
- Cecilia Pillado (* 1966)
- Maria João Pires (* 1944)
- Gitti Pirner (* 1943)
- Françis Planté (1839–1934)
- Michail Pletnjow (* 1957)
- Marie Moke-Pleyel (1811–1875)
- Agathe Plitt (1831–1902)
- Robert Pobitschka
- Ivo Pogorelich (* 1958)
- Maurizio Pollini (1942–2024)
- Jean-Bernard Pommier (* 1944)
- Michael Ponti (1937–2022)
- Valérie Portmann (* 1958)
- Wiktorija Postnikowa (* 1944)
- Teobaldo Power (1848–1884)
- Christoph Preiß (* 2001)
- Menahem Pressler (1923–2023)
- André Previn (1929–2019)
- Sergei Prokofjew (1891–1953)
- Roland Pröll (* 1949)
- Roberto Prosseda (* 1975)
- Raoul Pugno (1852–1914)

### Q
- Anne Queffélec (* 1948)

### R
- Alexandre Rabinovitch (* 1945)
- Sergei Rachmaninow (1873–1943)
- Matti Raekallio (* 1954)
- Dezső Ránki (* 1951)
- Martin Rasch (* 1974)
- Gal Rasché (* 1960)
- František Rauch (1910–1996)
- Alexander Raytchev (* 1975)
- Walter Rehberg (1900–1957)
- Aribert Reimann (1936–2024)
- Carl Reinecke (1824–1910)
- Alfred Reisenauer (1863–1907)
- Barbara Rektenwald (* 1970)
- Martha Remmert (1853–1941)
- Eleonora Reznik (* 1975)
- Swjatoslaw Richter (1915–1997)
- Hans Richter-Haaser (1912–1980)
- Wolfram Rieger (* 20. Jh.)
- Ferdinand Ries (1784–1838)
- Édouard Risler (1873–1929)
- Clara Rodríguez (* 1970)
- Eliane Rodrigues (* 1959)
- Anatol von Roessel (1877–1967)
- Roman Rofalski (* 1981)
- Pascal Rogé (* 1951)
- Birgid von Rohden (* 1931)
- Aleksandra Romanić (* 1958)
- Fabio Romano (* 1967)
- Peter Rösel (* 1945)
- Charles Rosen (1927–2012)
- Moriz Rosenthal (1862–1946)
- Evgenia Rubinova (* 1977)
- Anton Rubinstein (1829–1894)
- Arthur Rubinstein (1887–1982)
- Nikolai Rubinstein (1835–1881)
- Bernhard Ruchti (* 1974)
- Mikhail Rudy (* 1953)
- Frederic Rzewski (1938–2021)

### S
- Joana Sá (* 1979)
- Rosa Sabater (1929–1983)
- Wassili Safonow (1852–1918)
- Camille Saint-Saëns (1835–1921)
- Maruan Sakas (* 1985)
- Lise de la Salle (* 1988)
- Olga Samaroff (1880–1948)
- György Sándor (1912–2005)
- Wassili Sapelnikow (1867–1941)
- Wolfgang Saschowa (1930–2010)
- Julie Sassoon (* 1966)
- Eric Satie (1866–1925)
- Emil von Sauer (1862–1942)
- Jean-Marc Savelli (* 1955)
- Wolfgang Sawallisch (1923–2013)
- Fazıl Say (* 1970)
- Maximilian Schairer (* 1997)
- Joseph Schalk (1857–1900)
- Xaver Scharwenka (1850–1924)
- Sibylle Schefczik (* 1961)
- Ilja Scheps (* 1956)
- Olga Scheps (* 1986)
- Konstantin Scherbakov (* 1963)
- Martin Scherber (1907–1974)
- Valentin Schiedermair (1963–2022)
- András Schiff (* 1953)
- Christoph Schiller (* 1963)
- Markus Schirmer (* 1963)
- Ragna Schirmer (* 1972)
- Steffen Schleiermacher (* 1960)
- Burkard Schliessmann
- Ann-Helena Schlüter
- Karl-Heinz Schlüter (1920–1995)
- Annerose Schmidt (1936–2022)
- Emma Schmidt (* 1944)
- Helmut Schmidt (Bundeskanzler a. D.) (1918–2015)
- Wolfram Schmitt-Leonardy (* 1967)
- Artur Schnabel (1882–1951)
- Eric Schneider (* 1963)
- Oliver Schnyder (* 1973)
- Karsten Scholz (* 1969)
- Marianne Schroeder (* 1945)
- Siegfried Schubert-Weber (* 1933)
- Herbert Schuch (* 1979)
- Igor Schukow (1936–2018)
- Eduard Schulz (1812–1876)
- Adolf Schulz-Evler (1852–1905)
- Clara Schumann (1819–1896)
- Eugenie Schumann (1851–1938)
- Robert Schumann (1810–1856)
- Eduard Schütt (1856–1933)
- Siiri Schütz (* 1974)
- Cyril Meir Scott (1879–1970)
- György Sebők (1922–1999)
- Reinhard Seehafer (* 1958)
- Carl Seemann (1910–1983)
- Kurt Seibert (* 1944)
- Phyllis Sellick (1911–2007)
- Ketevan Sepashvili (1981)
- Peter Serkin (1947–2020)
- Rudolf Serkin (1903–1991)
- Harriet Serr (1927–1989)
- Giovanni Sgambati (1841–1914)
- Dimitris Sgouros (* 1969)
- Howard Shelley (* 1950)
- Norman Shetler (1931–2024)
- Henri Sigfridsson (* 1974)
- Alexander Siloti (1863–1945)
- Honorina Silva (1915–?)
- Robert Silverman (* 1938)
- László Simon (1948–2009)
- Zsuzsanna Sirokay (* 1941)
- Lauma Skride (* 1982)
- Alexander Skrjabin (1872–1915)
- Stephen Small (* 1969)
- Itai Sobol (* 1976)
- Wladimir Sofronizki (1901–1961)
- Casey Sokol (* 1948)
- Grigori Sokolow (* 1950)
- Solomon (Cutner) (1902–1988)
- Sontraud Speidel (* 1944)
- Herbert Spitzenberger (1927–2019)
- Martin Stadtfeld (* 1980)
- Andreas Staier (* 1955)
- Cara Stacey (* ≈1987)
- Bernhard Stavenhagen (1862–1914)
- Tamara Stefanovich (* 1973)
- Constantin von Sternberg (1852–1924)
- Eduard Steuermann (1892–1964)
- Majella Stockhausen (* 1961)
- Michael Stöckigt (* 1957)
- Sigismond Stojowski (1870–1946)
- Arturo Sudbrack Jamardo (1943–2019)
- Grete Sultan (1906–2005)
- Roberto Szidon (1941–2011)
- Władysław Szpilman (1911–2000)
- Maria Szymanowska (1789–1831)

### T
- Magda Tagliaferro (1893–1986)
- Teresita Tagliapietra-Carreño (1882–1952)
- Emma Tahmizian (* 1957)
- Mark Taimanow (1926–2016)
- Jenő Takács (1902–2005)
- Aki Takahashi (* 1944)
- Yaara Tal (* 1955)
- Melvyn Tan (* 1956)
- Claudius Tanski (* 1959)
- Izumi Tateno (* 1936)
- Carl Tausig (1841–1871)
- Daria Telizyn (1960–2005)
- Alec Templeton (1909–1963)
- Sigismund Thalberg (1812–1871)
- Alexandre Tharaud (* 1968)
- Erik Then-Bergh (1916–1982)
- Warren Thew (1927–1984)
- Jean-Yves Thibaudet (* 1961)
- François-Joel Thiollier (* 1943)
- Nina Tichman (* 1949)
- Ignaz Tiegerman (1893–1963)
- John Tilbury (* 1936)
- Vera Timanova (1855–1942)
- Maria Tipo (1931–2025)
- Sabri Tuluğ Tırpan (* 1970)
- Nikolai Tokarew (* 1983)
- Alexander Toradze (1952–2022)
- Geoffrey Tozer (1954–2009)
- Evelinde Trenkner (1933–2021)
- Annika Treutler (* 1990)
- Katharina Treutler (* 1985)
- Daniil Trifonow (* 1991)
- Veronika Trisko (* 1981)
- Vassilis Tsabropoulos (* 1966)
- David Tudor (1926–1996)
- Rosalyn Tureck (1913–2003)
- Erzsébet Tusa (1928–2017)
- Gene Tyranny (1945–2020)

### U
- Mitsuko Uchida (* 1948)
- Dina Ugorskaja (1973–2019)
- Florian Uhlig (* 1974)
- Anatol Ugorski (1942–2023)
- Lisa Ullén (* 1964)
- Yumiko Urabe (* 1959)
- Ulrich Urban (* 1939)
- Mihaela Ursuleasa (1978–2012)
- Lazzaro Uzielli (1861–1943)

### V
- Lorraine Vaillancourt (* 1947)
- Paolo Vairo (* 1974)
- Arie Vardi (* 1937)
- Dinorah Varsi (1939–2013)
- Tamás Vásáry (* 1933)
- Andrea Vasi (* 1989)
- Anika Vavić (* 1975)
- Mathilde Verne (1865–1936)
- Bob Versteegh (* 1950)
- Tamás Vesmás
- Catherine Vickers (* 1952)
- Lluís Vidal (* 1954)
- Víkingur Ólafsson (* 1984)
- Ricardo Viñes (1875–1943)
- Stefan Vladar (* 1965)
- Lars Vogt (1970–2022)
- Annette Volkamer
- Alexei Volodin (* 1977)
- Arcadi Volodos (* 1972)
- Sebastian Voltz (* 1980)
- Franz Vorraber (* 1962)
- Markus Vorzellner

### W
- Alexander Maria Wagner (* 1995)
- Yuja Wang (* 1987)
- André Watts (1946–2023)
- Katharina Weber (* 1958)
- Beveridge Webster (1908–1999)
- Judith Wegmann (* 1975)
- Georg Weidinger (* 1968)
- Julius Weismann (1879–1950)
- Alexis Weissenberg (1929–2012)
- Leonhard Westermayr (* 1976)
- Alexander Wienand (* 1982)
- Josef Wieniawski (1837–1912)
- Earl Wild (1915–2010)
- Joan Wildman (1938–2020)
- Gerard Willems (* 1946)
- Anna Winnizkaja (* 1983)
- Nikolaus Wiplinger (1937–2018)
- Elisso Wirsaladse (* 1942)
- Karina Wisniewska (* 1966)
- Ayanna Witter-Johnson (* 1985)
- Paul Wittgenstein (1887–1961)
- Hermann Wolf (1937–2016)
- Johanna Wolf (* 1964)
- Birgitta Wollenweber (* 1963)
- Alexei Wolodin (* 1977)
- See Siang Wong (* 1979)
- Shai Wosner (* 1976)
- Klára Würtz (* 1965)
- Ingolf Wunder (* 1985)
- Friedrich Wührer (1900–1975)

### X
keine Einträge

### Y
- Oxana Yablonskaya (* 1938)
- Fumio Yasuda (* 1953)
- Yiruma (* 1978)
- Ji-Yeoun You (* 1978)

### Z
- Christian Zacharias (* 1950)
- Anna Zassimova (* 1976)
- Carlo Zecchi (1903–1984)
- Dieter Zechlin (1926–2012)
- Zhang Hai’ou (* 1984)
- Zhou Guangren (1928–2022)
- Frank-Immo Zichner (* 1962)
- Géza Zichy (1849–1924)
- Lilya Zilberstein (* 1965)
- Krystian Zimerman (* 1956)
- Gerrit Zitterbart (* 1952)
- Alfons Karl Zwicker (* 1952)

## Klassische Klavierduos
Siehe unter Namhafte Klavierduos

## Liedbegleiter
Siehe unter Namhafte Liedbegleiter

## Kinderklavier-Pianisten (Toy-piano-Spieler)
- Dietmar Bonnen (* 1958)
- Wendy Mae Chambers (* 1953)
- Isabel Ettenauer (* 1972)
- Margaret Leng Tan (* 1945)
- Bernd Wiesemann (1938–2015)

## Ragtime-Pianisten
- William Albright (1944–1998)
- John Arpin (1936–2007)
- May Aufderheide (1888–1972)
- Roy Bargy (1894–1974)
- Mark Birnbaum (* 1952)
- Mimi Blais (* 1956)
- Eubie Blake (1887–1983)
- Gottfried Böttger (1949–2017)
- Lou Busch (1910–1979)
- Brun Campbell (1884–1952)
- Louis Chauvin (1881–1908)
- Zez Confrey (1895–1971)
- Jimmy Durante (1893–1980)
- Willie Eckstein (1888–1963)
- George Fairman (1881–1962)
- Harry P. Guy (1870–1950)
- Chic Johnson (1891–1962)
- Scott Joplin (1867–1917)
- Joseph Lamb (1887–1960)
- Morten Gunnar Larsen (* 1955)
- Johnny Maddox (1927–2018)
- Arthur Owen Marshall (1881–1968)
- Peter Müller (1947–2007)
- Julia Lee Niebergall (1886–1968)
- Knocky Parker (1918–1986)
- Reginald R. Robinson (* 1972)
- Jack Rummel (1939–2025)
- Fritz Schulz-Reichel (1912–1990)
- James Scott (1886–1938)
- Harry Thomas (1890–1941)
- Tom Turpin (1873–1922)
- Spencer Williams (1889–1965)
- Arnold Wiley (1898–1964)

## Stummfilm-Pianisten
- Stephan von Bothmer (* 1971)
- Gerhard Gruber (* 1951)
- Hermann Happel (1898–1979)
- Robert Israel (* 1963)
- Heinz Munkel (1900–1961)
- Willy Sommerfeld (1904–2007)

## Boogie-Woogie-,Rhythm-and-Blues- undBluespianisten
- Rob Agerbeek (1937–2023)
- Albert Ammons (1907–1949)
- Jean-Paul Amouroux (1943–2022)
- Marvin Ash (1914–1974)
- Robert Banks (* 1930)
- Alexander Blume (* 1961)
- Jimmy Blythe (1901–1931)
- Deanna Bogart (* 1959)
- Jo Bohnsack (1960–2024)
- James Booker (1939–1983)
- Gottfried Böttger (1949–2017)
- Eddie Boyd (1914–1994)
- Eden Brent (* 1965)
- Nico Brina (* 1969)
- Cleo Patra Brown (1909–1995)
- Charles Brown (1922–1999)
- Judson Brown (≈1901–1933)
- Leroy Carr (1905–1935)
- Ray Charles (1930–2004)
- Chris Conz (* 1985)
- Cow Cow Davenport (1894–1955)
- Blind John Davis (1913–1985)
- Fats Domino (1928–2017)
- Dr. John (1941–2019)
- Champion Jack Dupree (1909–1992)
- Big Joe Duskin (1921–2007)
- Raymond Fein (* 1950)
- Bobby Forrester (1947–2002)
- Hein van der Gaag (1937–2022)
- Cecil Gant (1913–1951)
- Fannie May Goosby (1902–?)
- Tibor Grasser (* 1970)
- Henry Gray (1925–2020)
- Jörg Hegemann (* 1966)
- Erwin Helfer (* 1936)
- Manfred Hirschbach (* 1952)
- Jools Holland (* 1958)
- Ivory Joe Hunter (1914–1974)
- Pete Johnson (1904–1967)
- Curtis Jones (1906–1971)
- Brendan Kavanagh (* 1967)
- Leopold von Knobelsdorff (1932–2013)
- Dennis Koeckstadt (* 1979)
- Ladyva (* 1988)
- Meade Lux Lewis (1905–1964)
- Joe Liggins (1915–1987)
- Little Richard (1932–2020)
- Little Willie Littlefield (1931–2013)
- Cripple Clarence Lofton (1887–1957)
- Professor Longhair (1918–1980)
- Willie Love (1906–1953)
- Roberta Martin (1907–1969)
- John Mayall (1933–2024)
- Barrelhouse Buck McFarland (1903–1962)
- Jay McShann (1916–2006)
- Memphis Slim (1915–1988)
- Big Maceo Merriweather (1905–1953)
- Amos Milburn (1927–1980)
- Terry Miles (* 1966)
- Hans-Georg Möller (1944–1980)
- Little Brother Montgomery (1906–1985)
- Whistlin’ Alex Moore (1899–1989)
- Frank Muschalle (* 1969)
- Hannes Otahal (* 1960)
- Christoph Oeser (* 1956)
- Piano Red (1911–1985)
- Joe Pentzlin (* 1936)
- Pinetop Perkins (1913–2011)
- Henning Pertiet (* 1965)
- Che Peyer (* 1950)
- Michael Pewny (* 1963)
- Dan Popek (* 1996)
- Martin Pyrker (* 1954)
- Ann Rabson (1945–2013)
- Christian Rannenberg (* 1956)
- Dave Ruosch (* 1963)
- Deryck Sampson (1925–1949)
- Mike Sanchez (* 1964)
- Thomas Scheytt (* 1960)
- Martin Schmitt (* 1968)
- Georg Schroeter (* 1964)
- Luca Sestak (* 1995)
- Pinetop Smith (1904–1929)
- Andreas Sobczyk (* 1979)
- Otis Spann (1930–1970)
- Aaron „Pinetop“ Sparks (1906–1935)
- Speckled Red (1892–1973)
- Roosevelt Sykes (1906–1983)
- Ian Stewart (1938–1985)
- Montana Taylor (1903–1954)
- Hersal Thomas (1906–1926)
- Bessie Tucker (≈1906–1933)
- Stefan Ulbricht (* 1982)
- Sippie Wallace (1898–1986)
- Kenny „Blues Boss“ Wayne (* 1940)
- Vince Weber (1953–2020)
- Katie Webster (1936–1999)
- Joja Wendt (* 1964)
- Mitch Woods (* 1951)
- Jimmy Yancey (1898–1951)
- Silvan Zingg (* 1973)
- Axel Zwingenberger (* 1955)

## Jazz-Pianisten

### A
- Michael Abene (* 1942)
- Beegie Adair (1937–2022)
- Peter Adamkovič (* 1970)
- Christoph Adams (* 1965)
- Stefan Aeby (* 1979)
- Rob Agerbeek (1937–2023)
- David Ake (* 1961)
- Victor Alcántara (* 1975)
- Jan Alexander (* 1993)
- Monty Alexander (* 1944)
- Hasaan Ibn Ali (1931–1980)
- Geri Allen (1957–2017)
- Mose Allison (1927–2016)
- Xavier Almeida (* 1994)
- Michail Alperin (1956–2018)
- Götz Alsmann (* 1957)
- Sebastian Altekamp (* 1963)
- Tobias Altripp (* 1998)
- Fabienne Ambühl (* 1986)
- Paul Amrod (* 1951)
- Nikolas Anadolis (* 1991)
- Yannis Anft (* 1993)
- Primo Angeli (1906–2003)
- Brittany Anjou (* 1984)
- Bene Aperdannier (* 1966)
- Irene Aranda (* 1980)
- Michael Arbenz (* 1975)
- Bernard Arcadio (1945–2022)
- Maria Chiara Argirò (* ≈1990)
- Genco Arı (* 1983)
- Joe Armon-Jones (* 1994)
- Bernhard Arndt (* 1954)
- Lynne Arriale (* 1957)
- Max Arsava (* 1995)
- Karen Asatrian (* 1972)
- Marvin Ash (1914–1974)
- Steve Ash (* 1957)
- Pierre Audétat (* 1968)
- Pepsi Auer (1928–2013)
- Eivind Austad (* 1973)
- Bobby Avey (* 1985)
- Yonathan Avishai (* 1977)
- Nelson Ayres (* 1947)
- Christian Azzi (1926–2020)

### B
- Roman Babik (* 1981)
- Philippe Baden Powell (* 1978)
- József Balázs (* 1978)
- Kevin Bales (* 1967)
- Johannes von Ballestrem (* 1990)
- Claus-Dieter Bandorf (* 1973)
- Robert Banks (* 1930)
- Maria Baptist (* 1971)
- Jan-Andrea Bard (* 1981)
- Farid Barron (* 1971)
- Kenny Barron (* 1943)
- Kristina Barta (* 1987)
- Bob Barton (* 1947)
- Nik Bärtsch (* 1971)
- Alan Bartuš (* 2001)
- Count Basie (1904–1984)
- Dave Bass (* 1950)
- Charlie Bates (* 1994)
- Mick Baumeister (* 1958)
- Patrick Bebelaar (* 1971)
- Irene Becker (* 1951)
- Markus Becker (* 1956)
- Stephan Becker (* um 1972)
- Paul Bedal (* 1987)
- Burak Bedikyan (* 1978)
- Chris Beier (* 1953)
- Simon Below (* 1995)
- Alan Benzie (* 1989)
- Espen Berg (* 1983)
- Karl Berger (1935–2023)
- Paul Bernewitz (* 1997)
- Warren Bernhardt (1938–2022)
- Ben Besiakov (* 1956)
- Pierre de Bethmann (* 1961)
- Leo Betzl (* 1991)
- Eve Beuvens (* 1978)
- Andy Bey (1939–2025)
- Johannes Bigge (* 1989)
- Anıl Bilgen (* 1989)
- Károly Binder (* 1956)
- Paolo Birro (* 1962)
- Walter Bishop junior (1927–1998)
- Terje Bjørklund (1945–2024)
- Atli Bjørn (1933–1993)
- Ketil Bjørnstad (* 1952)
- Eubie Blake (1887–1983)
- Ran Blake (* 1935)
- Dirk Bleese (* 1968)
- Charles Blenzig (* 1958)
- Carla Bley (1936–2023)
- Paul Bley (1932–2016)
- Frédéric Blondy (* 1973)
- John Blum (* 1968)
- Max Blumentrath (* 1986)
- Hans-Jürgen „Specht“ Bock (1939–2006)
- Dimitar Bodurov (* 1979)
- Karel Boehlee (* 1960)
- Rainer Böhm (* 1977)
- Bruno Böhmer Camacho (* 1985)
- Stefano Bollani (* 1972)
- Claude Bolling (1930–2020)
- Frank van Bommel (* 1962)
- Joe Bonner (1948–2014)
- Johanna Borchert (* 1983)
- Alexis Bosch (* 1966)
- Robi Botos (* 1978)
- Andreas Böttcher (* 1962)
- François Bourassa (* 1959)
- Matthew Bourne (* 1977)
- Joanne Brackeen (* 1938)
- Rick von Bracken (* 1964)
- Scott Bradlee (* 1981)
- Tiny Bradshaw (1905–1958)
- Adrien Brandeis (1992)
- Buggy Braune (* 1964)
- Riccardo Brazzale (* 1960)
- Wolfert Brederode (* 1974)
- John Wolf Brennan (* 1954)
- Alan Broadbent (* 1947)
- Phil Broadhurst (1949–2020)
- Herbie Brock (1914–2007)
- Jean-Paul Brodbeck (* 1974)
- Chris Brown (* 1953)
- Reuben Brown (1939–2018)
- Chris Brubeck (* 1952)
- Darius Brubeck (* 1947)
- Dave Brubeck (1920–2012)
- Barbara Bruckmüller (* 1975)
- Rainer Brüninghaus (* 1949)
- Ray Bryant (1931–2011)
- Matthias Bublath (* 1978)
- John Burch (1932–2006)
- Markus Burger (* 1966)
- George Burton (* ≈1980)
- Lou Busch (1910–1979)
- Joe Buschmann (1925–2015)
- Christoph Busse (* 1963)
- Henry Butler (1949–2018)
- Jaki Byard (1922–1999)

### C
- George Cables (* 1944)
- Uri Caine (* 1956)
- Joey Calderazzo (* 1965)
- Michel Camilo (* 1954)
- Bill Campbell (≈1925–?)
- Jonas Cambien (* 1985)
- Mario Canonge (* 1960)
- Adolfo Carabelli (1893–1947)
- Eliot Cardinaux (* 1984)
- Dorothy Carless (1916–2012)
- Barbara Carroll (1925–2017)
- Tee Carson (1929–2000)
- Lou Carter (1918–2005)
- Giovanni Ceccarelli (* 1967)
- Mélusine Chappuis (* ≈1994)
- Bill Charlap (* 1966)
- Guillaume de Chassy (* 1964)
- Christopher Cherney (1953–2020)
- Jean-Christophe Cholet (* 1962)
- Franz von Chossy (* 1979)
- Jacob Christoffersen (* 1967)
- Pete Churchill (* 1961)
- Teo Ciavarella (1960–2025)
- Eugen Cicero (1940–1997)
- Alan Clare (1921–1993)
- Sonny Clark (1931–1963)
- Mathias Claus (* 1956)
- Dawn Clement (* 1978)
- David Cogliatti (1993)
- Emmet Cohen (* 1990)
- Zinky Cohn (1908–1952)
- Nat King Cole (1919–1965)
- John Colianni (1962–2023)
- Olivier Collette (* 1973)
- Romain Collin (* 1979)
- Massimo Colombo (* 1961)
- J. Lawrence Cook (1899–1976)
- Benoît Corboz (* 1962)
- Chick Corea (1941–2021)
- Johnny Costa (1922–1996)
- Laurent Courthaliac (* 1973)
- Neil Cowley (* 1972)
- John Critchinson (1934–2017)
- Gusztáv Csík (* 1943)
- Leo Cuypers (1947–2017)

### D
- Carsten Daerr (* 1975)
- Eyolf Dale (* 1985)
- James Dapogny (1940–2019)
- Wolfgang Dauner (1935–2020)
- Kris Davis (* 1980)
- Xavier Davis (* 1971)
- Delphine Deau (* 1991)
- Etienne Déconfin (* 1990)
- Anna Sofia Defant (* 1991)
- Pieter de Graaf (* 1980)
- Matija Dedić (1973–2025)
- Yannick Délez (* 1972)
- Willerm Delisfort (* 1983)
- Lukas DeRungs (* 1990)
- Alessandro d’Episcopo (* 1959)
- Bram De Looze (* 1991)
- Oscar Dennard (1928–1960)
- Dena DeRose (* 1966)
- Claude Diallo (* 1981)
- Joan Díaz (* 1967)
- Brian Dickinson (* 1961)
- John Di Martino (* 1959)
- Aaron Diehl (* 1985)
- Brigitte Dietrich (* 1965)
- Claudia Döffinger (* 1989)
- Jim Doherty (* 1939)
- Cettina Donato (* 1976)
- Antoni Donchev (* 1959)
- Bob Dorough (1923–2018)
- Kit Downes (* 1986)
- Wray Downes (1931–2020)
- Kaja Draksler (* 1987)
- Kenny Drew junior (1958–2014)
- Kenny Drew senior (1928–1993)
- Joanna Duda (* 1983)
- Jean-François Durez (* ≈1970)
- Artur Dutkiewicz (* 1958)
- Phil Dwyer (* 1965)
- Bokani Dyer (* 1986)
- Krzysztof Dys (* 1982)

### E
- Daniel Mark Eberhard (* 1976)
- Rachel Eckroth (* 1976)
- Paul Edis (* ≈1983)
- Dietrich Eichmann (* 1966)
- Eliane Elias (* 1960)
- Thierry Eliez (* 1964)
- Duke Ellington (1899–1974)
- Volker Engelberth (* 1982)
- Laurent Epstein (* 1964)
- Christoph Erbstösser (* 1965)
- Shuteen Erdenebaatar (* 1998)
- Bill Evans (1929–1980)
- Falkner Evans (* 1953)
- Lee Evans (1933–2023)
- William Evans (* 1956)

### F
- Claes-Göran Fagerstedt (1928–2015)
- Thibault Falk (* 1972)
- Florian Favre (* 1986)
- Amaury Faye (* 1990)
- Steven Feifke (* 1991)
- Hans Feigenwinter (* 1965)
- Andreas Feith (* 1987)
- Édouard Ferlet (* 1971)
- Lawrence Fields (* 1983)
- Dominique Fillon (* 1968)
- Emin Fındıkoğlu (* 1940)
- Garland Finney (1916–1946)
- Thomas Fink (1935–2023)
- Walter Fischbacher (* 1966)
- Tommy Flanagan (1930–2001)
- Jo Flinner (* ≈1946)
- Mathei Florea (* ≈1993)
- Luca Flores (1956–1995)
- Henri Florens (1952–2025)
- Michael Flügel (* 1970)
- Martin Fondse (* 1967)
- Declan Forde (* 1992)
- Adam Forkelid (* 1979)
- Kekko Fornarelli (* 1978)
- Tobias Forster (* 1973)
- Sullivan Fortner (* 1986)
- James Francies (* 1995)
- Piero Frassi (* 1971)
- Addison Frei (* 1992)
- Daniel Freiberg (* 1957)
- Amaro Freitas (* 1991)
- Rembrandt Frerichs (* 1977)
- Matthias Frey (* 1956)
- Gabriela Friedli (* 1963)
- Oliver Friedli (* 1977)
- Don Friedman (1935–2016)
- Lucca Fries (* 1986)
- Aseo Friesacher (* 1996)
- Philip Frischkorn (* 1989)
- Gregor Ftičar (* 1985)
- Cor Fuhler (1964–2020)
- Michika Fukumori (* 1969)
- Lucía Fumero (* 1991)

### G
- Hein van der Gaag (1937–2022)
- Hal Galper (1938–2025)
- Elliot Galvin (* 1991)
- Salman Gambarov (* 1959)
- Daniel García Diego (* 1983)
- Laszlo Gardony (* 1956)
- Red Garland (1923–1984)
- Erroll Garner (1921–1977)
- Martin Gasselsberger (* 1980)
- Mateusz Gawęda (* 1990)
- Seppe Gebruers (* 1990)
- Igor Gehenot (* 1989)
- James Gelfand (* 1959)
- Laia Genc (* 1978)
- İlham Gençer (1922–2023)
- Anthony Genge (* 1952)
- Moncef Genoud (* 1961)
- Thomas Gerdiken (* 1960)
- Valentin Gerhardus (* 1997)
- Lukas Gernet (* 1987)
- Meddy Gerville (* 1974)
- Reinhard Giebel (1939–2020)
- Uri Gincel (* 1981)
- Robert Glasper (* 1978)
- Gaspard Glaus (* 1957)
- Jack Glottman (* ≈1981)
- Christian von der Goltz (* 1959)
- Phillip Golub (* 1993)
- Henrique Gomide (* 1988)
- Dayramir González (* 1983)
- Rubén González (1919–2003)
- Deschanel Gordon (* ≈1998)
- Daniel Goyone (* 1953)
- Philipp Gras (* 1989)
- Joanne Grauer (* 1939)
- Cameron Graves (* 1982)
- Steve Gray (1944–2008)
- Benny Green (* 1963)
- Danny Green (* 1981)
- Jesse Green (* 1971)
- Kellie Greene (1934–2009)
- Danny Grissett (* 1975)
- Wojciech Groborz (* 1956)
- Lukas Großmann (* 1993)
- Dave Grusin (* 1934)
- Don Grusin (* 1941)
- Janusz Grzywacz (* 1947)
- Giovanni Guidi (* 1985)
- Friedrich Gulda (1930–2000)
- Wlodek Gulgowski (* 1944)
- Ulrich Gumpert (* 1945)
- Tilman Günther (* 1962)
- Günther Gürsch (1919–2009)
- Gérard Gustin (1930–1994)
- Christian Gutfleisch (* 1968)
- Alain Guyonnet (* 1949)

### H
- Lionel Haas (* 1971)
- Clara Haberkamp (* 1989)
- Frank Hailey (1943–2022)
- Kamil Hála (1931–2014)
- Randy Halberstadt (* 1953)
- Tammy Lynne Hall (* ≈1960)
- Dick Halligan (1943–2022)
- Jan Hammer (* 1948)
- Tardo Hammer (* 1958)
- Viola Hammer (* 1985)
- Herbie Hancock (* 1940)
- David Haney (* 1955)
- Sabina Hank (* 1976)
- Roland Hanna (1932–2002)
- Biff Hannon (≈1950–2025)
- Andy Harder (* 1955)
- Lil Hardin Armstrong (1898–1971)
- Keno Harriehausen (* 1988)
- Barry Harris (1929–2021)
- Gene Harris (1933–2000)
- Leon Hattori (* 1998)
- Liv Andrea Hauge (* 1995)
- Kristian Hauger (1905–1977)
- Felix Hauptmann (* 1993)
- Pat Hawes (1928–2017)
- Vahagn Hayrapetyan (* 1968)
- Miho Hazama (* 1986)
- David Hazeltine (* 1958)
- Stefan Heckel (* 1969)
- Bruno Heinen (* ≈1985)
- Anke Helfrich (* 1966)
- Ashley Henry (1991)
- Cory Henry (* 1987)
- Krzysztof Herdzin (* 1970)
- Mike Herting (* 1954)
- Antoine Hervier (* 1971)
- Monika Herzig (* 1964)
- Lottie Hightower (1891–?)
- Andrew Hill (1931–2007)
- Phil Hill (* 1921)
- Earl Hines (1903–1983)
- Manfred Hirschbach (* 1952)
- Magnus Hjorth (* 1983)
- Philip Hochstrate (* 1977)
- Mathias Höderath (* 1973)
- Jasper van’t Hof (* 1947)
- Jeannie Hoffman (1930–2008)
- Jonathan Hofmeister (* 1992)
- Florian Höfner (* 1982)
- Laurie Holloway (1938–2025)
- Carlton Holmes (* 1964)
- John Holmström (* ≈1983)
- Steve Holt (* 1954)
- Oscar Jan Hoogland (* 1983)
- Glenn Horiuchi (1955–2000)
- Matthias Horndasch (1961–2015)
- David Horowitz (1942–2020)
- Johnny Hot (1932–2018)
- Agi Huppertsberg (1940–1999)
- Kjetil Husebø (* 1975)
- Sam Hylton (* 1992)

### I
- Abdullah Ibrahim (Dollar Brand) (* 1934)
- Kari Ikonen (* 1973)
- Alexandra Ivanova (* ≈1990)
- Einar „Pastor’n“ Iversen (1930–2019)
- Ethan Iverson (* 1973)

### J
- Andrzej Jagodziński (* 1953)
- Benedikt Jahnel (* 1980)
- Ahmad Jamal (1930–2023)
- Bob James (* 1939)
- Sol Jang (* 1992)
- Horst Jankowski (1936–1998)
- Paolo Jannacci (* 1972)
- Lars Jansson (* 1951)
- Keith Jarrett (* 1945)
- Sławek Jaskułke (* 1979)
- Lex Jasper (* 1949)
- Eunhye Jeong (* 1986)
- Ernesto Jodos (* 1973)
- Alan Rankin Jones (1902–1945)
- Hank Jones (1918–2010)
- Henk de Jonge (* 1943)
- Tizian Jost (* 1966)
- Jean-Yves Jung (* 1969)
- Axel Jungbluth (1944–1989)

### K
- Paweł Kaczmarczyk (* 1984)
- Bernd Kaftan (* ≈1968)
- Michael Kahr (* 1975)
- Davor Kajfeš (1934–2024)
- Thilo Kalke (1924–2018)
- David Kane (* 1955)
- Maria Kannegaard (* 1970)
- Kostas Kapnisis (1920–2007)
- Egil Kapstad (1940–2017)
- Yessaï Karapetian (* 1993)
- Fumio Karashima (1948–2017)
- Kirke Karja (* 1989)
- Daniel Karlsson (* 1973)
- Natalya Karmazin (* 1976)
- Dick Katz (1916–1981)
- Dick Katz (1924–2009)
- Wynton Kelly (1931–1971)
- Kilian Kemmer (* 1980)
- Oliver Kent (* 1969)
- Kamau Kenyatta (* 1955)
- Brooks Kerr (1951–2018)
- Izumi Kimura (* 1973)
- Paul Kirby (* 1981)
- Helmut Kirchgässner (1927–1998)
- Mary Colston Kirk (1899–1990)
- Uraz Kıvaner (* 1979)
- Matti Klein (* 1984)
- Edgar Knecht (* 1964)
- Krzysztof Kobyliński (* 1952)
- Manu Koch (* 1972)
- Hiroko Kokubu (* 1959)
- Jacob Koller (* 1980)
- Krzysztof Komeda (1931–1969)
- Wojciech Konikiewicz (* 1956)
- Matti Konttinen (1938–2013)
- Michael Kornas (* 1992)
- Gero Körner (* 1976)
- Leo Kowalski (1911–1986)
- Constantin Krahmer (* 1986)
- Lutz Krajenski (* 1972)
- Diana Krall (* 1964)
- Maj-Britt Kramer (1963–2023)
- Søren Kristiansen (* 1962)
- Marie Krüttli (* 1991)
- Achim Kück (* 1956)
- Joachim Kühn (* 1944)
- Paul Kuhn (1928–2013)
- Leszek Kułakowski (* 1955)
- Hila Kulik (* ≈1989)
- Maria Kvist (* 1971)
- Vitalii Kyianytsia (* 1991)

### L
- Benny Lackner (* 1976)
- Butch Lacy (1947–2018)
- Michael Lagger (* 1986)
- David Lahm (* 1940)
- Bob Laine (1910–1987)
- Béla Szakcsi Lakatos (1943–2022)
- Róbert Szakcsi Lakatos (* 1975)
- Mathias Landæus (* 1969)
- Thierry Lang (* 1956)
- Niko Langenhuijsen (* 1951)
- Lukas Langguth (* 1999)
- Alessandro Lanzoni (* 1992)
- Zach Lapidus (* ≈1987)
- Neil Larsen (* 1948)
- Bill Laurance (* 1981)
- Anja Lauvdal (* 1987)
- Paul Lay (* 1984)
- Sam Leak (* ≈1985)
- Federico Lechner (* 1974)
- William Lecomte (* 1963)
- Mike LeDonne (* 1956)
- Santiago Leibson (* 1988)
- Jörg Leichtfried (* 1984)
- Jobic Le Masson (* 1968)
- Gianni Lenoci (1963–2019)
- Bartłomiej Leśniak (* ≈1998)
- Billy Lester (* 1946)
- Oded Lev-Ari (* 1975)
- John Lewis (1920–2001)
- Meade Lux Lewis (1905–1964)
- Ramsey Lewis (1935–2022)
- Carol Liebowitz (* 1953)
- Susanna Lindeborg (1952)
- Johan Lindvall (* 1990)
- Martin Listabarth (* 1991)
- Simone Locarni (* 1999)
- Francis Lockwood (* 1952)
- David Lopato (* 1954)
- Harold López-Nussa (* 1983)
- Christian Lorenzen (* 1982)
- Helmut Lörscher (* 1957)
- Jacques Loussier (1934–2019)
- Eyal Lovett (* 1981)
- Jerry Lu (* 1992)
- Simon Lucaciu (* 1998)
- Erik van der Luijt (* 1970)
- Thomas Lüscher (* 1978)
- Joel Lyssarides (* 1992)

### M
- Harold Mabern (1936–2019)
- Simon Mack (* 1992)
- Norio Maeda (1934–2018)
- Gildo Mahones (1929–2018)
- Julia Maier (* 1988)
- Thierry Maillard (* 1966)
- Katja Mair (* 1968)
- Nduduzo Makhathini (* 1982)
- Junior Mance (1928–2021)
- Emanuele Maniscalco (* 1983)
- Sharon Mansur (* ≈1996)
- Perrine Mansuy (* 1971)
- Ralph Martin (1926–2018)
- Sy Mann (1920–2001)
- Svetlana Marinchenko (* 1989)
- Jon Marks (1947–2007)
- Maïlys Maronne (* 1991)
- Brian Marsella (* 1980)
- Shaun Martin (1978–2024)
- Lajos Martiny (1912–1985)
- Bill Marx (* 1937)
- Sibusiso Mashiloane (* 1984)
- Sean Mason (* 1998)
- Sachie Matsushita (* 1976)
- Robert Matt (* 1967)
- Phil Mattson (1938/39–2019)
- Anna Maurer (* 1995)
- Jan Felix May (* 1993)
- Magda Mayas (* 1979)
- Jon Mayer (* 1938)
- Lyle Mays (1953–2020)
- Matthieu Mazué (* 1995)
- Tom McClung (1957–2017)
- Fergus McCreadie (* 1997)
- Sarah McKenzie (* 1987)
- Mark G. Meadows (* ≈1985)
- Marc Méan (* 1985)
- Brad Mehldau (* 1970)
- Béla Meinberg (* 1995)
- Niko Meinhold (* 1975)
- Elias Meiri (* 1959)
- Vincent Meissner (* 2000)
- Martin Meixner (* 1981)
- Steve Melling (* 1959)
- Vincent Membrez (* 1979)
- Joachim Mencel (* 1966)
- Misha Mengelberg (1935–2017)
- Benoît de Mesmay (* 1961)
- Ed Metz, Sr. (1935–2009)
- Marco Mezquida (* 1987)
- Stefan Michalke (* 1964)
- Peter Mihelich (* 1968)
- Emil Mijares (1935–2007)
- Giorgi Mikadze (* 1989)
- Mulgrew Miller (1955–2013)
- Sophie Min (* ≈1992)
- Jan Miserre (* 1981)
- Ull Möck (* 1961)
- Lukas Mohl (* 2000)
- Victor Möhmel (* ≈2002)
- Pascal Mohy (* 1980)
- Søren Møller (* 1975)
- Thelonious Monk (1917–1982)
- Joan Monné (* 1968)
- Carl-Henri Morisset (* 1993)
- Marius Moritz (* 1990)
- Jelly Roll Morton (1885–1941)
- Ted Moses (1943–2020)
- Khalid Moss (1946–2022)
- Christoph Mudrich (1960–2019)
- Horst Mühlbradt (1930–2011)
- Manon Mullener (* 1997)
- Fabian M. Müller (* 1983)
- Jean Musy (1947–2024)
- Adriane Muttenthaler (* 1955)

### N
- Dimitri Naïditch (* 1963)
- Michael Naura (1934–2017)
- Roberto Negro (* 1981)
- Henning Neidhardt (* 1992)
- Josh Nelson (* 1978)
- Peter Nero (1934–2023)
- Christoph Neubronner (* 1960)
- Harry Neuwirth (1939–2023)
- Wojciech Niedziela (* 1961)
- Dan Nimmer (* 1982)
- Kaori Nomura (* ≈1982)
- Soichi Noriki (* 1957)
- Larry Novak (1933–2020)
- Thandi Ntuli (* 1987)
- Kirk Nurock (* 1948)
- Philipp Nykrin (* 1984)

### O
- Hod O’Brien (1936–2016)
- Frédéric d’Oelsnitz (* 1970)
- Rune Öfwerman (1932–2013)
- Łukasz Ojdana (* 1990)
- Can Olgun (* 1984)
- Leïla Olivesi (* 1978)
- Benny Omerzell (* 1984)
- Sophia Oster (* 1993)
- Margaux Oswald (* 1991)
- Tuna Ötenel (* 1947)
- Frank Owens (1933–2023)

### P
- Christian Pabst (* 1984)
- Marialy Pacheco (* 1983)
- Tony Paeleman (* 1981)
- Eddie Palmieri (1936–2025)
- Sakis Papadimitriou (* 1940)
- Friedrich Paravicini (* 1974)
- Pablo Paredes (* 1966)
- Horace Parlan (1931–2017)
- Uli Partheil (* 1968)
- Ben Paterson (* 1982)
- Dejan Pečenko (* 1958)
- David Peña Dorantes (* 1969)
- Phil Della Penna (1924–2024)
- Joe Pentzlin (* 1936)
- Danilo Pérez (* 1965)
- Evaristo Pérez (* 1969)
- Marc Perrenoud (* 1981)
- Cecilia Persson (* 1982)
- Andre Petersen (1978–2021)
- Mette Petersen (* 1955)
- Oscar Peterson (1925–2007)
- Marian Petrescu (* 1970)
- Jean-Claude Petit (* 1943)
- Michel Petrucciani (1962–1999)
- Jochen Pfister (* um 1983)
- Pule Pheto (* 1966)
- Willie Pickens (1931–2017)
- Ewout Pierreux (* 1978)
- Kasia Pietrzko (* 1994)
- Herb Pilhofer (* 1931)
- Samora Pinderhughes (* 1991)
- Leslie Pintchik (* 196?)
- Eric Plaks (* 1974)
- Stephan Plecher (* 1990)
- Mimis Plessas (1924–2024)
- Kuba Płużek (* 1988)
- Olaf Polziehn (* 1970)
- Guillaume Poncelet (* 1978)
- Dan Popek (* 1996)
- Arthur Possing (* 1996)
- Bud Powell (1924–1966)
- Daniel Prandl (* 1979)
- Moritz Preisler (* 1991)
- René Pretschner (* 1962)
- Mark Pringle (* 1991)
- Grégory Privat (* 1984)
- Dainius Pulauskas (* 1960)

### Q
- Ernst August Quelle (1931–2022)

### R
- Nick Ramm (* ≈1973)
- Frank Raschke (* 1964)
- Steen Rasmussen (* 1968)
- Arman Ratip (* 1942)
- Dirk Raufeisen (* 1966)
- Robert Ray (1946–2022)
- Jack Reilly (1932–2018)
- José Reinoso (* 1971)
- Michel Reis (* 1982)
- Martin Reiter (* 1978)
- Dieter Reith (1938–2020)
- Barbara Rektenwald (* 1970)
- Júlio Resende (* 1982)
- Josef Reßle (* 1986)
- Olga Reznichenko (* 1989)
- Alfredo Rodríguez (1936–2005)
- Alfredo Rodríguez (* 1985)
- Roman Rofalski (* 1981)
- Julius Rodriguez (* 1998)
- Tony Roe (* 1979)
- Mike Roelofs (* 1980)
- Niklas Roever (* 1998)
- Yvonne Rogers (* 1999/2000)
- Olivier Rogg (* 1960)
- Klaus Roggors (* 1956)
- Rudolf Rokl (1941–1997)
- Bora Roković (1925–2006)
- Felix Römer (* 1993)
- Marc van Roon (* 1967)
- Wally Rose (1913–1997)
- Mara Rosenbloom (* 1984)
- Renee Rosnes (* 1962)
- Antje Rößeler (* 1989)
- Felix Roßkopf (* 1989)
- Mercedes Rossy (1961–1995)
- Shamie Royston (* um 1973)
- Gonzalo Rubalcaba (* 1963)
- Guillermo Rubalcaba (1927–2015)
- Ilja Ruf (* 2001)
- Dave Ruosch (* 1963)
- Paolo Rustichelli (* 1953)
- Philipp Rüttgers (* 1981)
- Karel Růžička (1940–2016)

### S
- Jordi Sabatés (1948–2022)
- Juliana Saib (* 1996)
- Maruan Sakas (* 1985)
- Naoko Sakata (* 1983)
- Joe Sample (1939–2014)
- Deryck Sampson (1925–1949)
- Bernard Samuel (1949–2020)
- Marta Sánchez (* ≈1980)
- Moisés P. Sánchez (* 1979)
- Arcoiris Sandoval (* ≈1994)
- Christof Sänger (* 1962)
- Albert Sanz (* 1978)
- Martin Sasse (* 1968)
- Julie Sassoon (* 1966)
- Stefan Scaggiari (* 1947)
- Daniela Schächter (* 1972)
- Michiel Scheen (* 1963)
- Uli Scherer (1953–2018)
- Chris Schilder (* ≈1946)
- Alexander von Schlippenbach (* 1938)
- Tom Schlüter (* 1963)
- Paul Schmeling (1938–2024)
- Kuno Schmid (* 1955)
- Rainer Schnelle (* 1951)
- Stefan Schöler (* 1974)
- Pavla Schönová (* 1955)
- Joscha Schraff (* 1991)
- Joop Schrier (1918–1995)
- Luzius Schuler (* 1989)
- André Schwager (* 1985)
- Irène Schweizer (1941–2024)
- Sebastian Scobel (* 1987)
- Dred Scott (* 1964)
- Henri Segers (1921–1983)
- Toshiyuki Sekine (* 1955)
- Renato Sellani (1926–2014)
- John Serry (* 1954)
- Andrey Shabashev (* 1984)
- George Shearing (1919–2011)
- Elizabeth Shepherd (* 1977)
- Kyle Shepherd (* 1987)
- John Sheridan (1946–2021)
- Naadia Sheriff (* ≈1988)
- Daryl Sherman (* 1949)
- Yutaka Shiina (* 1964)
- Matthew Shipp (* 1960)
- Elchin Shirinov (* 1982)
- Paula Shocron (* 1980)
- Julia Siedl (* ≈1980)
- Anna Gréta Sigurðardóttir (* 1994)
- Horace Silver (1928–2014)
- Art Simmons (1926–2018)
- Norman Simmons (1929–2021)
- Carole Simpson (≈1928–2012)
- Jarry Singla (* ≈1975)
- Janusz Skowron (1957–2019)
- Ingi Bjarni Skúlason (* 1987)
- Chris Smildiger (1929–2010)
- Willie The Lion Smith (1893–1973)
- Andreas Sobczyk (* 1979)
- Jasper Soffers (* 1973)
- Martial Solal (1927–2024)
- Rasmus Sørensen (1997)
- Martin Sörös (* 1991)
- Mark Soskin (* 1953)
- Benoît Sourisse (* 1964)
- Rhodes Spedale (1937–2022)
- Alister Spence (* 1955)
- Didier Squiban (* 1959)
- Stefan Stahel (* 1962)
- Roelof Stalknecht (1926–1995)
- Juraj Stanik (* 1969)
- Mario Stantchev (1948–2023)
- Elias Stemeseder (* 1990)
- Bobo Stenson (* 1944)
- Gerhard Sterr (1933–2011)
- Michael Jefry Stevens (* 1951)
- Hannes Stollsteimer (* 1994)
- Johanna Summer (* 1995)
- Tim Sund (* 1971)
- Ralph Sutton (1922–2001)
- Barbara Sutton Curtis (1930–2019)
- Esbjörn Svensson (1964–2008)
- Thore Swanerud (1919–1988)
- Yuriy Sych (* 1985)
- Dániel Szabó (* 1975)
- Bob Szajner (1938–2019)
- Janusz Szprot (1946–2019)

### T
- Alberto Tacchini (* 1967)
- Gianluca Tagliazucchi (* 1968)
- Aki Takase (* 1948)
- Rahel Talts (* 1996)
- Ayumi Tanaka (* 1986)
- Sarah Tandy (* ≈1982)
- Grzegorz Tarwid (* 1994)
- Tigran Tatevosyan (* 1992)
- Art Tatum (1909–1956)
- James Tatum (1931–2021)
- Cecil Taylor (1929–2018)
- Richard Tee (1943–1993)
- Rogier Telderman (* 1982)
- Alec Templeton (1909–1963)
- Martin Terens (* 1985)
- Zoran Terzić (* 1969)
- Ignasi Terraza (* 1962)
- Billy Test (* 1989)
- Isaiah J. Thompson (* 1997)
- Fritz Tiller (* 1949)
- Jonas Timm (* 1992)
- David Tixier (* 1989)
- Tony Tixier (* 1986)
- Gösta Theselius (1922–1976)
- Carei Thomas (1938–2020)
- Fred Thomas (* 1985)
- Micah Thomas (* 1997)
- Paul Thommen (1929–2004)
- Butch Thompson (1943–2022)
- Sabri Tuluğ Tırpan (* 1970)
- Michał Tokaj (* 1974)
- Simon Toldam (* 1979)
- Wolfgang Torkler (* 1965)
- Amanda Tosoff (* 1983)
- Lennie Tristano (1919–1978)
- Angela Tröndle (* 1983)
- Edythe Turnham (1890–1950)
- François Tusques (* 1938)
- Artur Tuźnik (* 1989)
- Tolga Tüzün (* 1971)
- McCoy Tyner (1938–2020)

### U
- Hiromi Uehara (* 1979)
- Antje Uhle (* 1973)
- Lisa Ullén (* 1964)
- Andreas Ulvo (* 1983)
- Jiří Urbánek (1944–2009)
- Paul Urbanek (* 1964)
- René Urtreger (* 1934)

### V
- Bebo Valdés (1918–2013)
- Chucho Valdés (* 1941)
- Manuel Valera (* 1980)
- Maurice Vander (1929–2017)
- Max Vax (1975–2008)
- Yago Vázquez (* 1984)
- Nilüfer Verdi (* 1956)
- Moses Yoofee Vester (* 1999)
- Clara Vetter (* 1996)
- Lluís Vidal (* 1954)
- Manuel Villarroel (* 1944)
- Enrique Villegas (1913–1986)
- Frans Vink (1918–1967)
- Sebastian Voltz (* 1980)
- Ernst Vranckx (* 1966)

### W
- Mal Waldron (1925–2002)
- Mala Waldron (* 1958)
- Eli Wallace (* 1986)
- Fats Waller (1904–1943)
- Johannes Wallmann (* 1974)
- Cedar Walton (1934–2013)
- Dominik Wania (* 1981)
- Marta Warelis (* 1986)
- Marcin Wasilewski (* 1975)
- Roman Wasserfuhr (* 1985)
- Kenny „Blues Boss“ Wayne (* 1940)
- Joe Webb (* ≈1991)
- Jon Weber (* 1961)
- Melle Weersma (1908–1988)
- Ivar Wefring (1927–1978)
- Georg Weidinger (* 1968)
- Gerry Weil (1939–2024)
- Tobias Weindorf (* 1980)
- Danino Weiss (* 1993)
- Otto Weiß (* 1929)
- Nick Weldon (* 1954)
- Joja Wendt (* 1964)
- Randy Weston (1926–2018)
- Philip Weyand (* 1997)
- Dick Whittington (* 1936)
- Povel Widestrand (* 1992)
- Anders Widmark (1963–2024)
- Barbara Widmer (* 1954)
- Alexander Wienand (* 1982)
- Frans Wieringa (* ≈1940)
- Joan Wildman (1938–2020)
- Rod Williams (* 1954)
- Jen Wilson (1944–2023)
- Ron Wilson (1948–2009)
- Teddy Wilson (1912–1986)
- Kathrine Windfeld (* 1984)
- Julius Windisch (* 1995)
- Carl Winther (* 1984)
- Ayanna Witter-Johnson (* 1985)
- Anna Wohlfarth (* 1994)
- Anne Wolf (* 1967)
- Ekkehard Wölk (* 1967)
- Tricia Woods (1966–2011)
- Daniel Woodtli (* 1974)
- Tijn Wybenga (* 1993)
- Luzia von Wyl (* 1985)

### X
keine Einträge

### Y
- Jimmy Yancey (1898–1951)
- Jason Yarde (* 1970)
- Fumio Yasuda (* 1953)
- Alon Yavnai (* 1969)
- Jason Yeager (* ≈1986)
- John Merritt Young (1922–2008)

### Z
- Rachel Z (* 1962)
- Glenn Zaleski (* 1987)
- Luca Zambito (* 1995)
- Amy Zapf (* 1974)
- Joe Zawinul (1932–2007)
- Denny Zeitlin (* 1938)
- Gernot Ziegler (* 1967), Jazz
- Peter Zihlmann (* 1977)

## Tango-Pianisten
- Gustavo Beytelmann (* 1945)
- Rodolfo Biagi (1906–1969)
- Carlos Di Sarli (1903–1960)
- Roberto Firpo (1884–1969)
- Sérgio Mendes (1941–2024)
- Lou Preager (1906–1978)
- Osvaldo Pugliese (1905–1995)
- Horacio Salgán (1916–2016)
- Atilio Stampone (1926–2022)
- Carlos García (1914–2006)

## Pop/Rock-Pianisten
- Tori Amos (* 1963)
- Fiona Apple (* 1977)
- Hanery Amman (1952–2017)
- Burt Bacharach (1928–2023)
- Tony Banks (* 1950)
- Sara Bareilles (* 1979)
- Roy Bittan (* 1949)
- Pete Blue (1935–2023)
- Gary Brooker (1945–2022)
- David Bryan (* 1962)
- Enno Bunger (* 1986)
- Marja Burchard (* 1985)
- Kate Bush (* 1958)
- John Cale (* 1942)
- Tom Canning (* 1948)
- Paul Carrack (* 1951)
- Ray Charles (1930–2004)
- Richard Clayderman (* 1953)
- Marc Cohn (* 1959)
- Tom Coppola (1945–2023)
- Floyd Cramer (1933–1997)
- Sheryl Crow (* 1962)
- Fats Domino (1928–2017)
- Geoff Downes (* 1952)
- Loy Ehrlich (* 1950)
- Keith Emerson (1944–2016)
- Ben Folds (* 1966)
- David Foster (* 1949)
- Bernard Fowler (* 1960)
- Nils Frahm (* 1982)
- Peter Gabriel (* 1950)
- Patrick Gauthier (* 1953)
- Jacqueline Govaert (* 1982)
- Eddie Hardin (1949–2015)
- Yoshiki Hayashi (* 1965)
- Maia Hirasawa (* 1980)
- Nicky Hopkins (1944–1994)
- Bruce Hornsby (* 1954)
- Ian Hunter (* 1939)
- Joe Jackson (* 1954)
- Billy Joel (* 1949)
- Elton John (* 1947)
- Bradley Joseph (* 1965)
- Joshua Kadison (* 1963)
- Tony Kaye (* 1946)
- Carole King (* 1942)
- George Kochbeck (* 1955)
- Gero Körner (* 1976)
- Jean-Jacques Kravetz (* 1947)
- Neil Larsen (* 1948)
- Nikolaj Torp Larsen (* 1973)
- Amy Lee (* 1981)
- Jerry Lee Lewis (1935–2022)
- Little Richard (1932–2020)
- Jon Lord (1941–2012)
- Sharon Mansur (* ≈1996)
- Ray Manzarek (1939–2013)
- Marek & Vacek
- Chris Martin (* 1977)
- Robert Matt (* 1967)
- Paul McCartney (* 1942)
- Ian McLagan (1945–2014)
- Christine McVie (1943–2022)
- Freddie Mercury (1946–1991)
- Jan Miserre (* 1981)
- Joni Mitchell (* 1943)
- Gayle Moran (* 1943)
- Randy Newman (* 1943)
- Jack Nitzsche (1937–2000)
- Günter Noris (1935–2007)
- Gordon November (* 1985)
- Laura Nyro (1947–1997)
- David Paich (* 1954)
- Van Dyke Parks (* 1943)
- Bill Payne (* 1949)
- Phil Della Penna (1924–2024)
- Alan Price (* 1942)
- Lotte Rømer (* 1950)
- Jordan Rudess (* 1956)
- Leon Russell (1942–2016)
- Neil Sedaka (* 1939)
- Mike Shinoda (* 1977)
- Carly Simon (* 1943)
- Nina Simone (1933–2003)
- Regina Spektor (* 1980)
- Richard Tee (1943–1993)
- Yann Tiersen (* 1970)
- Ian Underwood (* 1939)
- Valentine (* 1988)
- Tom Waits (* 1949)
- Rick Wakeman (* 1949)
- Benoît Widemann (* 1957)
- Brian Wilson (1942–2025)
- Pete Wingfield (* 1948)
- Stevie Wonder (* 1950)
- Erik van der Wurff (1945–2014)
- Yiruma (* 1978)
- Warren Zevon (1947–2003)

## Alternative-Pianisten
- Tori Amos (* 1963)
- Brigitte Angerhausen (* 1966)
- Brittany Anjou (* 1984)
- Fiona Apple (* 1977)
- Georg Boeßner (* 1972)
- Marcel Daemgen (* 1965)
- Marte Eberson (* 1987)
- Rachel Eckroth (* 1976)
- Martin Hederos (* 1972)
- Amanda Rogers (* 1982)
- Regina Spektor (* 1980)
- Amanda Palmer (* 1976)